# Hyloxalus ruizi
La rana saltona anómala (Hyloxalus ruizi) es una especie de rana de la familia Dendrobatidae, endémica de Colombia y solo encontrada en la vertiente occidental de la Cordillera Oriental de los Andes,en el Departamento de Cundinamarca, entre 2400 y 2500 m de altitud. Su hábitat es el bosque nublado, donde permanece en el suelo del bosque y a lo largo de arroyos. No se encuentra por fuera del bosque viejo. Se ve amenazada por la pérdida de hábitat.

## Descripción
Su longitud total hocico-cloaca es de 35 mm. Es de color marrón oscuro. El tímpano se encuentra cubierto parcialmente por un pliegue grueso. La piel del dorso es finamente espiculada. Presenta una envoltura de piel alrededor de la cloaca, que se extiende hasta el nivel medio de los muslos. Tiene los discos de los dedos muy angostos, con los escudos o cojinetes digitales muy poco diferenciados, los dedos de la mano sin membranas y los pies palmeados basalmente.